# Sapnik, Kostel
Sapnik este o localitate din comuna Kostel, Slovenia, cu o populație de 8 locuitori.